# Matt Cardle
Matt Cardle, all'anagrafe Matthew Sheridan Cardle (Southampton, 15 aprile 1983), è un cantante britannico.
In attività dagli anni duemila in qualità di componente di gruppi musicali, nei quali si esibiva come cantante e chitarrista, ha raggiunto la notorietà nell'autunno del 2010 vincendo la settima edizione britannica del noto talent show X Factor. Contemporaneamente alla sua vittoria ha debuttato come solista pubblicando il singolo When We Collide, che ha raggiunto la vetta delle classifiche di Irlanda e Regno Unito.

## Biografia

### Gli esordi
Nato nel 1983 a Southampton, in Regno Unito, ha mostrato interesse per la musica dagli anni duemila, facendo parte a partire dal 2007 del gruppo musicale alternative rock Darwyn. Pochi anni dopo è entrato a far parte dei Seven Summers, gruppo rock di cui era il leader e chitarrista. Con questa formazione ha registrato l'album eponimo Seven Summers, pubblicato il 22 gennaio 2010.
Nell'agosto del 2010 è entrato a far parte del cast della settima edizione della versione britannica del talent show X Factor, nella categoria "Ragazzi", capitanata da Dannii Minogue.

### X Factore il debutto come solista
Durante l'autunno del 2010 si è fatto notare nell'ambito della trasmissione, tanto da far salire in classifica le vendite del disco pubblicato con i Seven Summers; dato tra i favoriti per tutta la durata dell'edizione, è stato proclamato vincitore nel dicembre successivo, dopo aver duettato con Rihanna durante la finale della trasmissione in uno dei successi di quest'ultima, Unfaithful.
Contemporaneamente alla sua vittoria è stato pubblicato, per l'etichetta discografica Sony il suo singolo di debutto, When We Collide, cover del brano Many of Horror dei Biffy Clyro, che ha raggiunto la vetta delle classifiche di Irlanda e Regno Unito. Poche settimane prima aveva partecipato alla registrazione di Heroes, cover dell'omonimo celebre brano di David Bowie, insieme agli altri finalisti della settima edizione britannica di X Factor. Anche questo brano ha raggiunto la vetta delle classifiche in Irlanda e Regno Unito. Il 14 ottobre successivo è stato pubblicato il suo album di debutto, Letters anticipato dal singolo Run for Your Life.
Il disco ha ottenuto un buon successo di vendite, raggiungendo la seconda posizione della classifica britannica.
Successivamente sono stati pubblicati come singoli anche i brani Starlight e Amazing.
Il 13 ottobre 2013, è stato distribuito il singolo “When you were my girl”, tratto dal nuovo album “Porcelain”.

## Discografia

### Album
- 2011 – Letters
- 2012 – The Fire
- 2013 – Porcelain
- 2018 – Time to Be Alive

### Singoli
- 2010 – When We Collide
- 2011 – Run for Your Life
- 2011 – Starlight
- 2012 – Amazing
- 2012 – It's Only Love
- 2012 – Anyone Else
- 2013 – When You Were My Girl
- 2014 – Hit My Heart
- 2018 – Desire

### Collaborazioni
- 2010 - Seven Summers (album registrato con i Seven Summers)
- 2010 - Heroes (singolo, registrato con i finalisti di X Factor 2010)
- 2013 - Loving You (duetto con Melanie C)